# Артерія Адамкевича
В анатомії людини, артерія Адамкевича (також велика корінцева артерія) — найбільша з передніх сегментарних спинномозкових артерій. Зазвичай вона відходить від лівої задньої міжреберної артерії на рівні між 9-ю та 12-ю міжреберними артеріями, які відходять від аорти. Артерія кровопостачає нижні дві третини спинного мозку через посередництво передньої спинномозкової артерії
.
Артерію названо на честь Альберта Войцеха Адамкевича (11 серпня 1850 — 31 жовтня 1921) — польського патолога, уродженця Жеркува. Вона має декілька інших назв, зокрема:
- велика корінцева артерія Адамкевича[5]
- велика передня сегментарна спинномозкова артерія[6]
- артерія поперекового стовщення[7]
- велика передня корінцево-спинномозкова артерія[8]

## Структура
Кровопостачання спинного мозку є складним і високоваріативним. Дослідження близько 70 осіб, в якому вивчалось кровопостачання спинного мозку, показало, що:
1. Артерія Адамкевича інколи відходить від поперекової артерії[en];
2. У близько 30 % артерія Адамкевича віходить з правого боку;
3. У чверті людей наявні дві артерії Адамкевича.

У 75 % людей артерія Адамкевича відходить з лівого боку від аорти між спинномозковими сегментами T8 та L1. У розширеному огляді літератури, виявлення артерії Адамкевича на КТ та/або МРТ було здійснено в 466 із 555 осіб (83,96 %), а в 384 (83,3 %) випадках артерія Адамкевича відходила від лівої міжреберної артерії.

## Клінічне значення
«Велика корінцева артерія Адамкевича… здійснює основне кровопостачання поперекового та крижового відділів спинного мозку.»
У разі пошкодження або закупорювання артерії виникає синдром передньої спинномозокової артерії, що супроводжується нетриманням сечі та калу та порушенням рухової функції нижніх кінцівок; чутливість здебільшого певною мірою зберігається.
Важливим є визначення розташування артерії в разі здійснення хірургічного лікування аневризми аорти, аби запобігти пошкодженню артерії, що може призвести до недостатності кровопостачання спинного мозку. У разі емболізації бронхіальної артерії для лікування масивного кровохаркання одним із найважчих ускладнень є випадкове закупорювання артерії Адамкевича, локалізацію якого можна визначити методом КТ-ангіографії.

## Історія
Артерію названо на честь Альберта Войцеха Адамкевича.